# Trichoclinocera ozarkensis
Trichoclinocera ozarkensis är en tvåvingeart som beskrevs av Sinclair 1994. Trichoclinocera ozarkensis ingår i släktet Trichoclinocera och familjen dansflugor. Inga underarter finns listade i Catalogue of Life.